# رودریگو اشلگل
رودریگو اشلگل (انگلیسی: Rodrigo Schlegel؛ زادهٔ ۳ آوریل ۱۹۹۷) بازیکن فوتبال اهل آرژانتین است که به عنوان مدافع میانی در تیم اورلاندوسیتی بازی می‌کند.
از باشگاه‌هایی که در آن بازی کرده‌است می‌توان به باشگاه فوتبال راسینگ کلوب آویاندا اشاره کرد.